# Hister sindarae
Hister sindarae är en skalbaggsart som beskrevs av Yélamos 1994. Hister sindarae ingår i släktet Hister och familjen stumpbaggar. Inga underarter finns listade i Catalogue of Life.